# Ливерпул (Илиноис)
Ливерпул (енгл. Liverpool) град је у америчкој савезној држави Илиноис.

## Демографија
По попису из 2010. године број становника је 129, што је 10 (8,4%) становника више него 2000. године.
| Група             | 2000.       | 2010.       |
| Белци             | 117 (98,3%) | 127 (98,4%) |
| Афроамериканци    | 0 (0,0%)    | 0 (0,0%)    |
| Азијати           | 0 (0,0%)    | 0 (0,0%)    |
| Хиспаноамериканци | 1 (0,8%)    | 0 (0,0%)    |
| Укупно            | 119         | 129         |